# شهاب هریوه
شهاب هریوه فیلسوفی دهری بود که با شمس تبریزی حشر و نشر داشت. شهاب هریوه معتقد بود عقل راهنمای خطاناپذیر انسان است و معجزات و معاد و رستاخیز فقط برای عوام مفید است. او مرگ را رهایی از محنت دنیا می‌پنداشت و همنشینی و مصاحبت با مردم را ملال‌انگیز می‌یافت اما از مجالست با شمس تبریزی که خلق و خویی مشابه داشت لذت می‌برد. شمس همواره از او با الفاظ نرم و محبت‌آمیز یاد کرده‌است: «خوش کافرکی بود شهاب» یا «آن شهاب اگرچه کفر می‌گفت اما صافی و روحانی بود».
زن و فرزندش از اهالی هرات بودند اما خود او پیش از سفر به دمشق و ملاقات شمس، در نیشابور زندگی می‌کرد.
شیخ محمد نامی که در مقالات شمس به‌کرات از او یاد شده و «نیکو مونس» شمس بوده و به اعتقاد فرانکلین لوئیس و محمدعلی موحد همان محی‌الدین ابن عربی معروف است نیز با شهاب هریوه نشست و برخاست داشته و مرگ او را به خواب دیده و از پیش آگاهی داده بود.